# Guzmania
Guzmania és un gènere de plantes epifítes pertanyent a la família Bromeliaceae subfamilia Tillandsioideae. Diverses espècies es conreen com planta ornamental. La més coneguda és Guzmania lingulata que és de color taronja amb bràctees vermelles.
Guzmania mor després de florir en estiu, però una nova planta pot fàcilment créixer i propagar-se des de les puntes que apareixen quan la planta mare mor.
Guzmania requereix temperatures temperades i una relativa alta humitat.

## Taxonomia
- Guzmania aequatorialis
- Guzmania albescens
- Guzmania alborosea
- Guzmania alcantareoides
- Guzmania andreettae
- Guzmania asplundii
- Guzmania atrocastanea
- Guzmania barbiei
- Guzmania bergii
- Guzmania candelabrum
- Guzmania condorensis
- Guzmania corniculata
- Guzmania dalstroemii
- Guzmania ecuadorensis
- Guzmania foetida
- Guzmania fosteriana
- Guzmania fuerstenbergiana
- Guzmania fuquae
- Guzmania fusispica
- Guzmania harlingii
- Guzmania henniae
- Guzmania hirtzii
- Guzmania hollinensis
- Guzmania inexpectata
- Guzmania izkoi
- Guzmania jaramilloi
- Guzmania kentii
- Guzmania lepidota
- Guzmania lingulata
- Guzmania madisonii
- Guzmania mitis
- Guzmania monostachia
- Guzmania nicaraguensis
- Guzmania osyana
- Guzmania plicatifolia
- Guzmania poortmanii
- Guzmania pseudospectabilis
- Guzmania puyoensis
- Guzmania remyi
- Guzmania roseiflora
- Guzmania rubrolutea
- Guzmania sanguinea
- Guzmania septata
- Guzmania sieffiana
- Guzmania striata
- Guzmania teuscheri
- Guzmania xanthobractea
- Guzmania zakii